# Otto Geßler
Otto Geßler est un homme politique allemand, né le 6 février 1875 à Ludwigsbourg (Royaume de Wurtemberg) et mort le 24 mars 1955 à Lindenberg im Allgäu (RFA).
Membre du Parti démocrate allemand (le DDP), il est maire de Ratisbonne de 1910 à 1914, maire de Nuremberg de 1913 à 1919 puis ministre de la Reconstruction de 1919 à 1921, ministre de l'Intérieur en 1925 et ministre de la Défense de 1920 à 1928.

## Biographie

### Jeunesse et études
De famille catholique de la petite bourgeoisie, Otto Geßler est le fils de Liberat Geßler, sous-officier, et de Karoline née Späth. En 1887, la famille s'installe à Lindau où le père obtient le poste d'administrateur du château Moos. Ses résultats scolaires étant médiocres, Geßler est envoyé auprès d'un cordonnier pour y faire un apprentissage. Il supplie son père de réintégrer l'école qui l'envoie à grands frais à Dillingen où il obtient son baccalauréat en 1894. Même si son père aurait voulu qu'il soit étudiant en théologie, Geßler étudie le droit à l'université d'Erlangen (où il est membre de la Studentenverbindung musicienne AMV Fridericiana Erlangen), Tübingen et Leipzig. Comme il le souligne dans ses mémoires, il garde de cette période un très fort attachement à ses camarades : « J'avoue avec plein de reconnaissance que je suis infiniment redevable à mon groupe de chant universitaire ». Avec l'aide de ces derniers, il parvient à obtenir le premier examen d'État en 1898. Il est alors âgé de 23 ans et s'engage pour un an au 20e régiment d'infanterie de Bavière. Une suppuration du sinus frontal fait qu'il est réformé. Tout fonctionnaire doit avoir servi au moins un an, la carrière administrative lui est donc à présent ouverte. Plus tard, il pensera toutefois que le fait qu'il n'ait jamais pu atteindre le grade d'officier a été un handicap dans ses fonctions de ministre. Il passe sa thèse sur l'importance juridique du budget de l'État avec la mention summa cum laude à Erlanden en 1900. Trois ans plus tard, il épouse Maria Helmschrott, fille d'un fonctionnaire de l'administration fiscale en poste à Dillingen avec qui il aura deux fils, un en 1904 et l'autre en 1907. La même année, en 1903, il est reçu septième au deuxième examen d'État de droit et commence son stage au ministère bavarois de la Justice.

### Débuts en politique

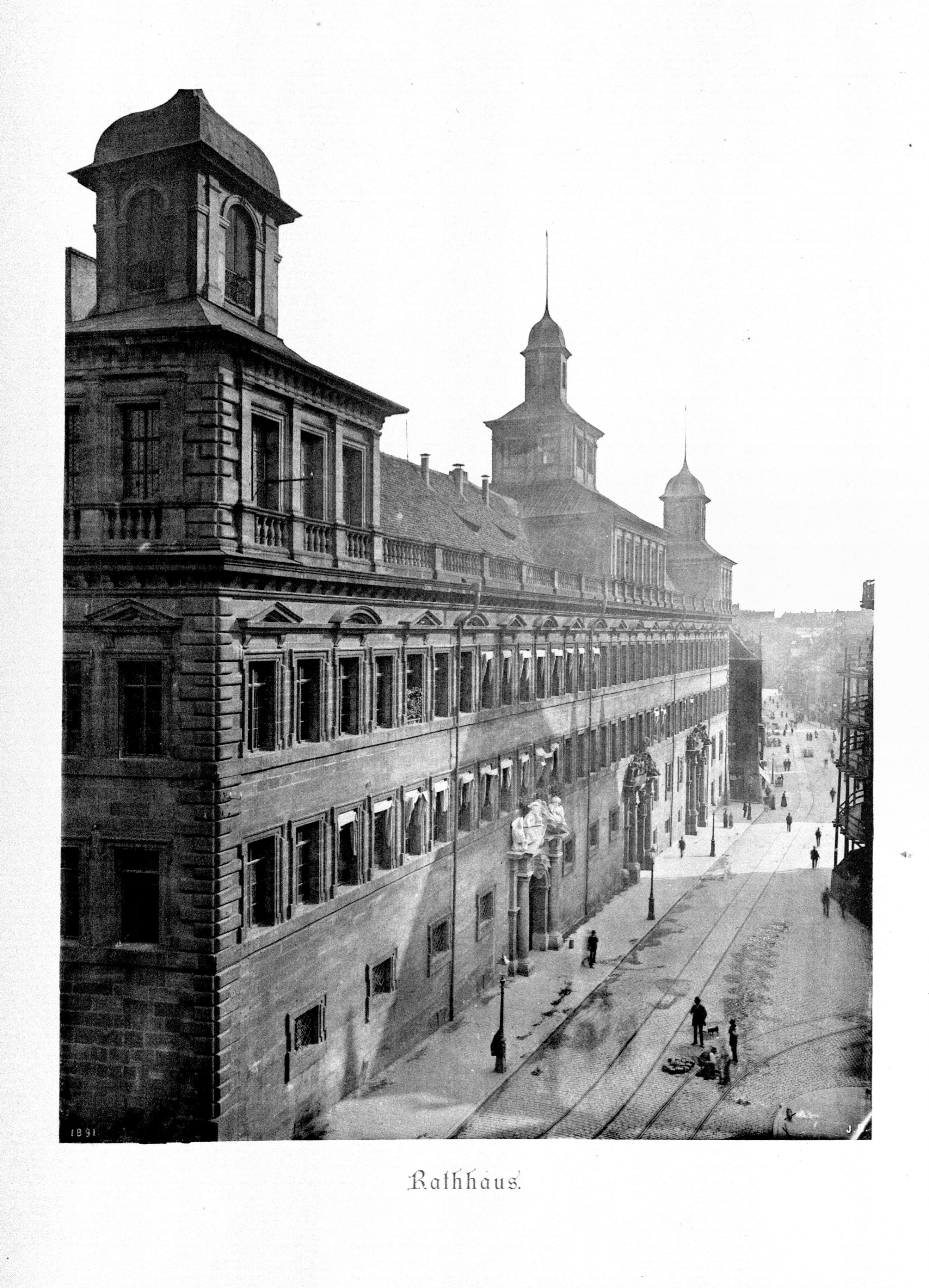
Hôtel de ville de Nuremberg

En 1904, Geßler devient procureur à Straubing. C'est là qu'il fait la connaissance de Friedrich Naumann. Il emménage à Munich où il obtient un poste de juge au tribunal arbitral de la ville en 1906. C'est là que commence sa carrière politique lorsqu'il est choisi président d'un groupe de travail libéral. Quatre plus tard, il se porte candidat aux élections municipales de Ratisbonne après la mort subite du maire Alfons Auer le 19 octobre 1910. Il est élu, signant la victoire des libéraux de gauche. Son mandat est marqué par une politique de lutte contre le chômage et par une volonté de développer l'industrie, en particulier l'industrie fluviale. Il soutient la Société fluviale du Danube et participe à la création de la Bayerischer Lloyd (de) en 1913. Il restera membre du conseil de surveillance jusqu'en 1934. Ses ambitions politiques le mènent à se présenter aux élections municipales de Nuremberg. Formant coalition avec le SPD, il est élu le 9 décembre 1913 et prend ses fonctions d'Oberbürgermeister de la ville le 1er janvier 1914. Sa carrière suit le déroulement caractéristique pour l'époque d'une carrière politique à l'échelon locale qui pouvait ensuite mener au niveau national comme ça sera son cas : « Les grands maires allemands ont, à cette époque, un déroulement de carrière typique : après leurs études de droit et un stage obligatoire de deux ou trois années, ils passent les épreuves finales du Staatsexamen et commencent leur carrière dans les administrations municipales allemandes. Ils débutent ici comme adjoint ou là comme maire d'une petite ville puis deviennent adjoints dans une plus grande ville et pour finir peut-être Oberbürgermeister ».
Il ne participe pas activement à la Première Guerre mondiale mais organise l'assistance de guerre en créant un bureau destiné à aider les habitants dans le besoin. Nuremberg est la deuxième ville de Bavière, Geßler doit donc gérer énormément plus de dossiers qu'à Ratisbonne. La guerre amplifie les choses. Il soutient les entreprises en créant une banque de crédit de guerre. L'entreprise MAN double le nombre de ses employés pour atteindre un effectif total de 9000, tout comme l'entreprise Gebr. Bing AG qui emploie 7000 personnes et devient l'une des plus grandes entreprises d'armement. Au sortir de la guerre, on lui propose même de devenir le directeur général de MAN AG mais il refuse, préférant se consacrer à sa carrière politique. Il poursuit la politique contre le chômage qu'il avait expérimentée à Ratisbonne. En avril 1915, 9000 femmes sont employées. Sa proximité avec les socialistes permet que la transition qu'est la Révolution de novembre se passe plus pacifiquement que dans d'autres villes. La fin de sa carrière politique à l'échelle locale est marquée par la fondation du DDP en décembre 1918.

### Responsabilités gouvernementales
En octobre 1919, Geßler accepte le poste qu'on lui offre comme ministre de la Reconstruction au sein du gouvernement Bauer. Le ministère est chargé d'appliquer les livraisons de matériel et de marchandises prévues par le traité de Versailles. Tout ce que l'Allemagne a pu confisquer durant le conflit, le ministère que dirige Geßler est chargé de le restituer. Si son poste ne lui apporte que peu de satisfaction, les évènements qui troublent les premières années de la république de Weimar vont être bénéfiques à sa carrière. En mars 1920, le putsch de Kapp force le gouvernement à partir pour Dresde puis Stuttgart. Geßler se retrouve dans la même voiture que Friedrich Ebert, le président, Gustav Bauer, le chancelier, et Hermann Müller, le ministre des Affaires étrangères. À la suite d'une panne d'essence et étant le moins connu des quatre passagers, il est envoyé à la gare de Chemnitz pour arranger un voyage en train. Après ce service rendu, Geßler se sent désormais proche du président comme il l'écrit dans ses mémoires. Toutefois, « bien que le putsch de Kapp ait été réglé en tant que tel, (Ebert) hésitait à rentrer trop vite avec le gouvernement dans la foire d'empoigne qu'était Berlin. ». Ebert envoie donc son ministre de la Reconstruction à Berlin comme éclaireur. Après que le gouvernement s'est réinstallé dans la capitale, le ministre de la Défense Gustav Noske est contraint à la démission. Ebert fait nommer Geßler à sa place.

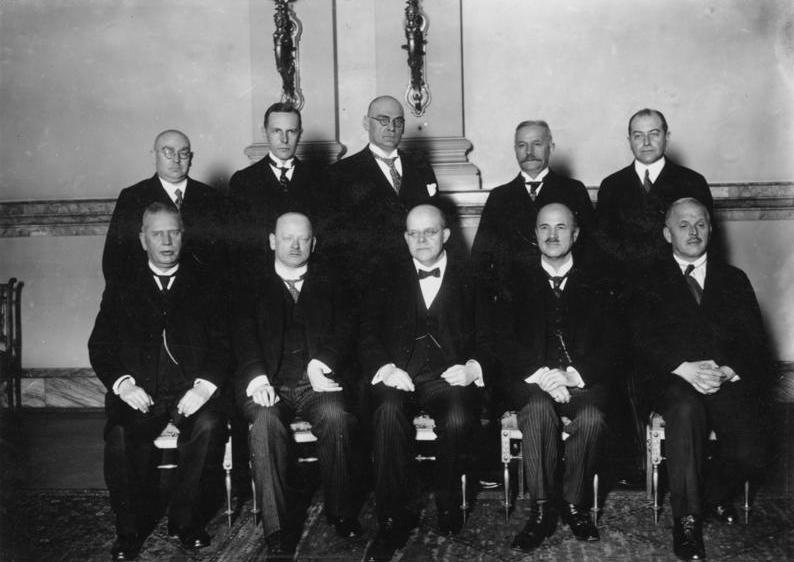
Geßler dans le gouvernement Marx IV en 1927

Ce poste, Geßler va le conserver sous plusieurs chanceliers même s'il exprime ouvertement ses doutes face à cette nouvelle tâche à laquelle il ne se sent pas à la hauteur. Sa fidélité envers Ebert est sans faille, il veut lui l'aider tant par sa fonction de ministre mais aussi l'aider « humainement ». Geßler veut rendre l'armée plus efficace, une armée qui ne soit plus autant impliquée dans la vie politique qu'elle l'est à l'époque. Son ambition est de créer une Reichswehr neutre et au-dessus de tous les partis. Le 26 septembre 1923, l'état d'urgence est décrété à la suite des évènements en Bavière. Comme le prévoit la loi, on délègue à Geßler de manière provisoire le pouvoir exécutif. Deux ans plus tard, en 1925, Ebert meurt soudainement. Geßler se porte alors candidat à la succession du président. La candidature échoue avant tout à cause de la résistance que lui oppose le chancelier Gustav Stresemann. Paul von Hindenburg est élu et renouvelle à Geßler la confiance que lui portait Ebert. En octobre 1926, Geßler parvient à faire renvoyer Seeckt. Malgré de nombreux changements de gouvernement, il reste à son poste pendant huit ans.
Lorsque le DDP entre dans l'opposition parlementaire au début de l'année 1927, Geßler quitte le parti. À cette époque, il est de plus en plus l'objet d'attaques de la part du SPD. On lui reproche d'avoir été proche des cercles de droite et des industriels.

### Retrait de la vie politique

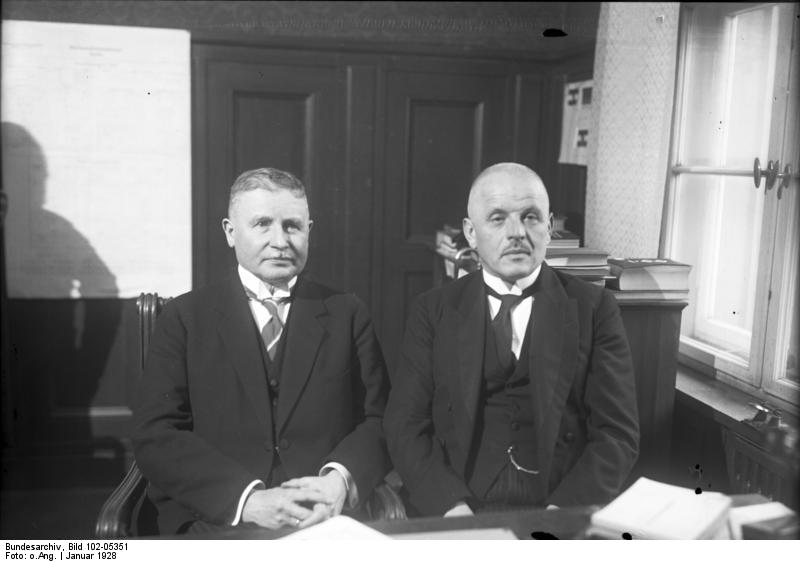
Geßler et son successeur Groener en 1928.

À cause des reproches d'irrégularités financières au sein de son ministère en rapport avec l'armement secret de la Reichswehr, l'affaire Lohmann (de), Geßler est contraint à la démission en janvier 1928. Officiellement, ce sont des raisons de santé qui sont invoquées. Wilhelm Groener le remplace. De 1928 à 1933, il s'engage alors comme président du Volksbund Deutsche Kriegsgräberfürsorge et du Bund zur Erneuerung des Reiches.
Après la prise de pouvoir des nationaux-socialistes en 1933, il se retire de la politique. Il est mis au courant des projets de la résistance et on prévoit de le nommer chargé politique dans le Wehrkreis VII (Munich) en cas de réussite d'un coup d'État. Après l'attentat du 20 juillet 1944 contre Hitler, il est arrêté, torturé et interné au camp de Ravensbrück jusqu'au 24 février 1945.
Au sortir de la guerre, il devient le conseiller du ministre-président bavarois Fritz Schäffer. En 1952, il quitte son poste de président de la Croix Rouge allemande qu'il dirigeait depuis 1950. Il en reste le président d'honneur jusqu'à sa mort. Puis en 1955, il quitte la présidence de la Croix-Rouge bavaroise auquel il avait été nommé en 1941 ainsi que le Sénat bavarois où il était entré en 1950.

## Honneurs
- 1952 : Grand officier de l'ordre du Mérite de la République fédérale d'Allemagne
- 1952 : Citoyen d'honneur Lindenberg im Allgäu

## Œuvres
- Reichswehrpolitik in der Weimarer Zeit. Stuttgart 1958
- Auf dem Nürnberger Bürgermeisterstuhl im Weltkrieg. 1914 - 1918. In: Festgabe für Seine Königliche Hoheit Kronprinz Rupprecht. Verlag Bayerisch Heimatforschung, München 1953, p. 98-126.